# Nick Jr. Too
Nick Jr. Too (anteriormente Nick Jr. 2) é um canal britânico de televisão paga que transmite a programação da rede irmã Nick Jr. em outros horários do dia, voltada para crianças em idade pré-escolar. Lançado em 24 de abril de 2006, foi renomeado para Nick Jr. Too em novembro de 2014.
Desde outubro de 2013, o canal ocasionalmente se autodenomina Nick Jr. Peppa, por curtos períodos, geralmente um mês, quando o canal exibe apenas  Peppa Pig .
Em setembro de 2019, o canal se autodenominou Nick Jr. PAW Patrol, que, assim como a marca acima, o canal apenas transmite  Patrulha Canina, geralmente por um mês.

## Programação
Atualmente, a programação do Nick Jr. Too é composta por desenhos animados voltados para crianças em idade pré-escolar como podemos ver abaixo.
- As Aventuras de Paddington
- Bubble Guppies
- Patrulha Canina
- Peppa Pig
- O Pequeno Reino de Ben e Holly

## Ver Também
- Nicktoons
- Nick Jr.
- Nickelodeon